# مكافحة الأعشاب

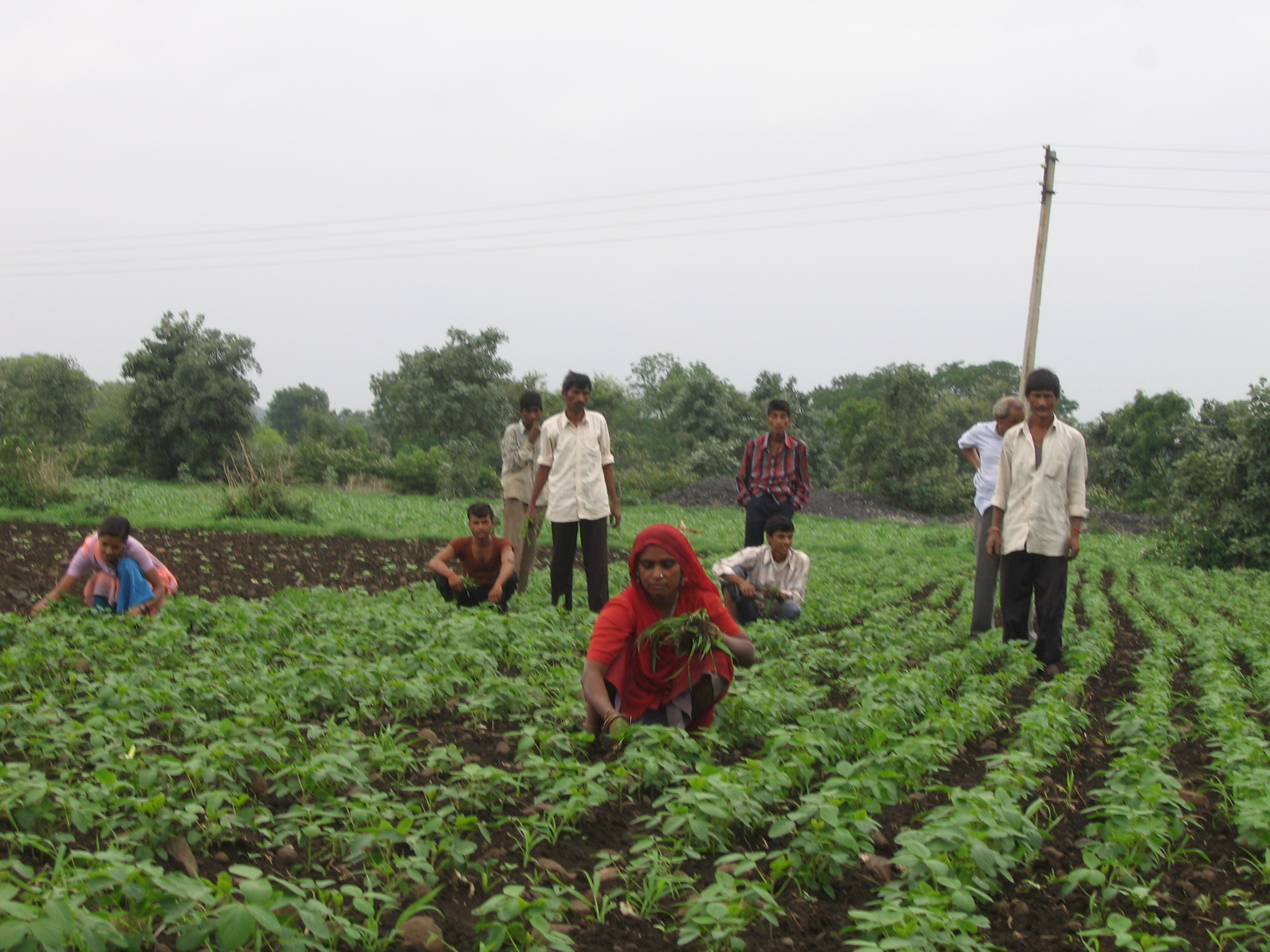

مكافحة الأعشاب أو إبادة الأعشاب أو إزالة الأعشاب هي مجموعة من العمليات الزراعية التي تستهدف الحد من انتشار الأعشاب في الأراضي الزراعية والحدائق والمسطحات الخضراء والملاعب وجوانب الطرق وأي مكان آخر لا يرغب في وجود أعشاب ضارة فيه.

## طرق مكافحة الأعشاب
- مكافحة كيميائية باستخدام مبيد أعشاب
- مكافحة ميكانيكية
- مكافحة باستخدام العمليات الزراعية مثل الدورة الزراعية وكثافة المحصول، الخ.
- مكافحة باستخدام المعازيق أو باليدين بقلع الأعشاب من الجذور